# (32504) 2001 HP8
2001 HP8 (asteroide 32504) é um asteroide da cintura principal. Possui uma excentricidade de 0.11217480 e uma inclinação de 23.90580º.
Este asteroide foi descoberto no dia 21 de abril de 2001 por LINEAR em Socorro.